# Canton de Château-Gontier-sur-Mayenne-1
Le canton de Château-Gontier-sur-Mayenne-1, précédemment appelé canton d'Azé, est une circonscription électorale française du département de la Mayenne créée par le décret du 21 février 2014 et entrée en vigueur lors des premières élections départementales suivant la publication du décret.

## Histoire
Un nouveau découpage territorial de la Mayenne entre en vigueur à l'occasion des élections départementales de 2015. Il est défini par le décret du 21 février 2014, en application des lois du 17 mai 2013 (loi organique 2013-402 et loi 2013-403). Les conseillers départementaux sont, à compter de ces élections, élus au scrutin majoritaire binominal mixte. Les électeurs de chaque canton élisent au Conseil départemental, nouvelle appellation du Conseil général, deux membres de sexe différent, qui se présentent en binôme de candidats. Les conseillers départementaux sont élus pour 6 ans au scrutin binominal majoritaire à deux tours, l'accès au second tour nécessitant 12,5 % des inscrits au 1er tour. En outre la totalité des conseillers départementaux est renouvelée. Ce nouveau mode de scrutin nécessite un redécoupage des cantons dont le nombre est divisé par deux avec arrondi à l'unité impaire supérieure si ce nombre n'est pas entier impair, assorti de conditions de seuils minimaux. Dans la Mayenne, le nombre de cantons passe ainsi de 32 à 17.
Le nouveau canton d'Azé est formé de communes des anciens cantons de Bierné (10 communes), de Château-Gontier-Est (4 communes) et de Château-Gontier-Ouest (5 communes). Il est entièrement inclus dans l'arrondissement de Château-Gontier. Le bureau centralisateur est situé à Azé.
À la suite du décret du 5 mars 2020, le canton prend le nom de son bureau centralisateur, Château-Gontier-sur-Mayenne.

## Représentation
| Période élective | Période élective | Mandat | Mandat   | Identité               | Nuance | Nuance | Qualité                                                                                   |
| ---------------- | ---------------- | ------ | -------- | ---------------------- | ------ | ------ | ----------------------------------------------------------------------------------------- |
| 2015             | 2021             | 2015   | 2021     | Valérie Hayer          |        | LREM   | Attachée parlementaire Conseillère municipale de Saint-Denis-d'Anjou 3ème Vice-Présidente |
| 2015             | 2021             | 2015   | 2021     | Michel Hervé           |        | LREM   | Principal de collège retraité Maire d'Azé (2001-2014)                                     |
| 2021             | 2028             | 2021   | en cours | Dominique de Valicourt |        | DVC    | Commerçante, maire de Saint-Denis-d'Anjou                                                 |
| 2021             | 2028             | 2021   | en cours | Benoît Lion            |        | DVC    | Cadre du secteur public, adjoint au maire de Château-Gontier-sur-Mayenne                  |

### Résultats détaillés

#### Élections de mars 2015
Lors des élections départementales de 2015, le binôme composé de Valérie Hayer et Michel Hervé (Union de la Droite) est élu au premier tour avec 54,71% des suffrages exprimés, devant le binôme composé de André Algrin et Colette Bodereau (FN) (20,81%). Le taux de participation est de 50,26 % (6 077 votants sur 12 091 inscrits) contre 50,77 % au niveau départemental et 50,17 % au niveau national.
Valérie Hayer et Michel Hervé font partie du groupe LREM au Conseil départemental de la Mayenne.

#### Élections de juin 2021
Le premier tour des élections départementales de 2021 est marqué par un très faible taux de participation (33,26 % au niveau national). Dans le canton de Château-Gontier-sur-Mayenne-1, ce taux de participation est de 29,07 % (3 546 votants sur 12 199 inscrits) contre 32,1 % au niveau départemental. À l'issue de ce premier tour, deux binômes sont en ballottage : Dominique de Valicourt et Benoît Lion (DVC, 82,73 %) et Jessy Chardon et Maryse Jardin (RN, 17,27 %).
Le second tour des élections est marqué une nouvelle fois par une abstention massive équivalente au premier tour. Les taux de participation sont de 34,36 % au niveau national, 32,97 % dans le département et 29,17 % dans le canton de Château-Gontier-sur-Mayenne-1. Dominique de Valicourt et Benoît Lion (DVC) sont élus avec 85,36 % des suffrages exprimés (2 688 voix pour 3 560 votants et 12 205 inscrits),,.

## Composition
Lors du redécoupage de 2014, le canton d'Azé comprenait dix-neuf communes entières.
À la suite de la création au 1er janvier 2019 des communes nouvelles de Bierné-les-Villages, La Roche-Neuville, Gennes-Longuefuye et de Château-Gontier-sur-Mayenne, le canton comprend désormais douze communes entières et une fraction de la commune de Château-Gontier-sur-Mayenne correspondant aux communes déléguées d'Azé et de Saint-Fort.
| Nom                                                 | Code Insee | Intercommunalité              | Superficie (km2) | Population (dernière pop. légale)               | Densité (hab./km2) | Modifier                                    |
| --------------------------------------------------- | ---------- | ----------------------------- | ---------------- | ----------------------------------------------- | ------------------ | ------------------------------------------- |
| Château-Gontier-sur-Mayenne (bureau centralisateur) | 53062      | CC du Pays de Château-Gontier | 68,49            | Fraction : 5 117 (2022) Commune : 16 539 (2022) | 241                | modifier les données · modifier les données |
| Bierné-les-Villages                                 | 53029      | CC du Pays de Château-Gontier | 47,73            | 1 280 (2022)                                    | 27                 | modifier les données · modifier les données |
| Châtelain                                           | 53063      | CC du Pays de Château-Gontier | 13,91            | 464 (2022)                                      | 33                 | modifier les données · modifier les données |
| Chemazé                                             | 53066      | CC du Pays de Château-Gontier | 38,54            | 1 363 (2022)                                    | 35                 | modifier les données · modifier les données |
| Coudray                                             | 53078      | CC du Pays de Château-Gontier | 11,01            | 867 (2022)                                      | 79                 | modifier les données · modifier les données |
| Daon                                                | 53089      | CC du Pays de Château-Gontier | 17,93            | 533 (2022)                                      | 30                 | modifier les données · modifier les données |
| Fromentières                                        | 53101      | CC du Pays de Château-Gontier | 22,06            | 838 (2022)                                      | 38                 | modifier les données · modifier les données |
| Gennes-Longuefuye                                   | 53104      | CC du Pays de Château-Gontier | 40,29            | 1 351 (2022)                                    | 34                 | modifier les données · modifier les données |
| Houssay                                             | 53117      | CC du Pays de Château-Gontier | 14,26            | 496 (2022)                                      | 35                 | modifier les données · modifier les données |
| Ménil                                               | 53150      | CC du Pays de Château-Gontier | 28,70            | 907 (2022)                                      | 32                 | modifier les données · modifier les données |
| Origné                                              | 53172      | CC du Pays de Château-Gontier | 10,05            | 394 (2022)                                      | 39                 | modifier les données · modifier les données |
| La Roche-Neuville                                   | 53136      | CC du Pays de Château-Gontier | 28,67            | 1 227 (2022)                                    | 43                 | modifier les données · modifier les données |
| Saint-Denis-d'Anjou                                 | 53210      | CC du Pays de Château-Gontier | 41,89            | 1 512 (2022)                                    | 36                 | modifier les données · modifier les données |
| Canton de Château-Gontier-sur-Mayenne-1             | 5301       |                               |                  | 16 349 (2022)                                   |                    | modifier les données                        |

## Démographie
En 2022, le canton comptait 16 349 habitants, en évolution de +0,58 % par rapport à 2016 (Mayenne : −0,73 %, France hors Mayotte : +2,11 %).
| 2013   | 2018   | 2022   |
| ------ | ------ | ------ |
| 16 122 | 16 269 | 16 349 |